# جیمز فلاناگان
جیمز فلاناگان (انگلیسی: James L. Flanagan; ۲۶ اوت ۱۹۲۵ – ۲۵ اوت ۲۰۱۵) دانشمند در زمینه برق و الکترونیک اهل ایالات متحده آمریکا بود. وی همچنین برندهٔ جوایزی همچون مدال ادیسون انجمن مهندسان برق و الکترونیک، مدال ادیسون انجمن مهندسان برق و الکترونیک، مدال افتخار آی‌تریپل‌ئی، و نشان ملی علوم شده است.